# Кубок СССР по лыжным гонкам 1975
7-й Кубок СССР по лыжным гонкам проводился в Бакуриани (Грузинская ССР) с 23 по 26 января 1975 года. Соревнования проводились по четырём дисциплинам — гонки на 15 и 46,4 км (мужчины), гонки на 5 и 10 км (женщины).

### Мужчины
|                                            | Золото                                           | Серебро                                                   | Бронза                                 |
| ------------------------------------------ | ------------------------------------------------ | --------------------------------------------------------- | -------------------------------------- |
| Гонка на 15 км (26 января). 59 участников  | Бажуков Николай 43.46 Вооружённые Силы Коми АССР | Савельев Сергей +0.10 Вооружённые Силы Московская область | Шмигун Анатолий +0.27 «Динамо» Москва  |
| Гонка на 46,4 км (23 января). 54 участника | Шмигун Анатолий 2:30.41 «Динамо» Москва          | Симашёв Фёдор +0.17 «Динамо» Москва                       | Рочев Василий +1.00 «Динамо» Коми АССР |

### Женщины
|                                          | Золото                                       | Серебро                                      | Бронза                                 |
| ---------------------------------------- | -------------------------------------------- | -------------------------------------------- | -------------------------------------- |
| Гонка на 5 км (25 января). 45 участниц   | Кулакова Галина 15.50 «Труд» Удмуртская АССР | Балдычева Нина +0.16 «Труд» Ленинград        | Хворова Раиса +0.34 «Динамо» Ленинград |
| Гонка на 10 км (23 января). 41 участница | Кулакова Галина 33.54 «Труд» Удмуртская АССР | Сметанина Раиса +0.23 Сельские ДСО Коми АССР | Балдычева Нина +1.11 «Труд» Ленинград  |

## Командные результаты спортивных обществ
| Место | Спортивное общество | Сумма очков |
| ----- | ------------------- | ----------- |
| 1.    | «Труд»              | 608         |
| 2.    | «Динамо»            | 506         |
| 3.    | Вооружённые Силы    | 349         |

## Командные результаты областей, краев, АССР. Москвы и Ленинграда
| Место | Регион    | Сумма очков |
| ----- | --------- | ----------- |
| 1.    | Москва    | 349         |
| 2.    | Коми АССР | 240         |
| 3.    | Ленинград | 187         |